# Władysław Kohutnicki
Władysław Kohutnicki (ur. 2 listopada 1893 w Kijowie, zm. 6 listopada 1982 w Gdańsku) – oficer armii rosyjskiej, Wojska Polskiego na Wschodzie, Armii Polskiej we Francji i Wojska Polskiego w II Rzeczypospolitej, kawaler Orderu Virtuti Militari.

## Życiorys
Urodził się w rodzinie Jana i Aleksandry z Bradkowskich. Absolwent szkoły realnej. Wcielony do armii rosyjskiej, na krótko zwolniony i w 1914 powtórnie zmobilizowany. W 1917 w stopniu kapitana przeszedł do I Korpusu Polskiego i objął stanowisko dowódcy batalionu, a potem  komendanta Kwatery Sztabu Korpusu. Po rozwiązaniu Korpusu  wyjechał na Daleki Wschód i tam formował ochotniczy oddział wojsk polskich. Na jego czele dotarł do Francji i wstąpił do Błękitnej Armii gen. Józefa Hallera.
W 1919 wrócił do Polski na czele 2 kompanii 1 pułku czołgów i w jego składzie walczył na froncie polsko-bolszewickim. W lipcu 1920 kompania osłaniała tabory atakowane między Kuźnicą i Sokółką przez bolszewicką piechotę i kawalerię. Kompania wsparta tylko dwoma plutonami słuckiego pułku piechoty, rozbiła 157 pułk piechoty Armii Czerwonej, co umożliwiło planowy odwrót oddziałów polskich na Sokółkę. W 1921 za czyn ten został odznaczony Krzyżem Srebrnym Orderu Wojskowego Virtuti Militari.
Przypisuje mu się wymyślenie w 1919 r. nazwy „czołg”, po tym gdy widok poruszających się powoli francuskich Renault FT skojarzył mu się z „czołgającym smokiem”.
Po wojnie pozostał w zawodowej służbie wojskowej. 3 maja 1922 został zweryfikowany w stopniu kapitana ze starszeństwem z dniem 1 czerwca 1919 i 232. lokatą w korpusie oficerów artylerii. Początkowo był kierownikiem warsztatów czołgowych, a następnie pełnił obowiązki dowódcy II batalionu 1 pułku czołgów, pozostając oficerem nadetatowym 4 pułku artylerii polowej w Inowrocławiu. W 1924 został przeniesiony do korpusu oficerów piechoty i wcielony do 79 pułku piechoty w Słonimiu z pozostawieniem w 1 pułku czołgów. W 1925 odszedł do rezerwy. W 1934, jako oficer stanu spoczynku pozostawał w ewidencji Powiatowej Komendy Uzupełnień Warszawa Słonim. Posiadał przydział do Oficerskiej Kadry Okręgowej Nr IX. Był wówczas „w dyspozycji dowódcy Okręgu Korpusu Nr IX”.
Po zakończeniu służby wojskowej prowadził gospodarstwo rolne w osadzie Jarniewo, w powiecie słoninskim.
W 1939 został zmobilizowany i wyznaczony na stanowisko dowódcy kolumny samochodowej. Po kampanii wrześniowej przebywał w niewoli sowieckiej.
Zmarł w Gdańsku i tam został pochowany na cmentarzu św. Wojciecha.
Żonaty z Walerią z Koweckich. Miał dzieci: Danutę, Jolantę i Ryszarda.

## Ordery i odznaczenia
- Krzyż Srebrny Orderu Wojskowego Virtuti Militari[6] nr 3381 – 1921[10]
- Odznaka „Znak Pancerny” nr 22 – 19 marca 1933[11]